# Persicaria scabra
Persicaria scabra är en slideväxtart som först beskrevs av Conrad Moench, och fick sitt nu gällande namn av Mold.. Persicaria scabra ingår i släktet pilörter, och familjen slideväxter.

## Underarter
Arten delas in i följande underarter:
- P. s. amurica
- P. s. incana